# Тетрихевгэс (посёлок в Тбилиси)
Тетрихевгэ́с (груз. თეთრიხევჰესი, [tʰɛtʰɾixɛvhɛsi]; полное название — посёлок Тетрихе́вской ГЭС — груз. თეთრიხევის ჰესის დასახლება МФА: [tʰɛtʰɾixɛvis hɛsis dasaxlɛba]о файле) — посёлок (дасахлеба) и пригород в Самгорском районе города Тбилиси, Грузия. Расположен в восточной части города, к северу от посёлка Орхеви, и к западу от посёлка Тетрихеви, на Самгорской равнине. Основан в начале 1950-х годов как рабочий посёлок для строителей и персонала одноимённой гидроэлектростанции, входящей в каскад Самгорской оросительной системы.
История и быт посёлка неразрывно связаны с работой этой ГЭС, что определило его уникальный характер и развитие на протяжении десятилетий.
Название посёлка, являющееся топонимом-аббревиатурой, происходит от гидронима «Тетри-Хеви» (в переводе с грузинского — «Белое ущелье») и термина «ГЭС». Исторические источники подчёркивают необходимость отличать его от соседнего посёлка Тетрихеви, с которым его часто путали, что приводило к бытовым курьёзам, зафиксированным в прессе.
В советский период Тетрихевгэс был построен силами треста «Грузгидрострой» на ранее пустынной территории и быстро превратился в благоустроенный «зелёный оазис». Изначально спроектированный как постоянное поселение для обслуживающего персонала станции, он с первых лет своего существования был административно включён в состав Тбилиси.
С распадом СССР посёлок пережил период экономических преобразований, ключевым событием которого стала приватизация градообразующей ГЭС. В постсоветское время жители столкнулись как с бытовыми трудностями, характерными для той эпохи, так и с новыми вызовами, включая экологические риски, связанные с расположением вблизи селеопасного ущелья. Сегодня Тетрихевгэс остаётся жилым районом, инфраструктура которого продолжает быть тесно связанной с энергетическим объектом, давшим ему жизнь.

## Название
Название посёлка является топонимом-аббревиатурой, образованным от гидронима и технического термина:
- Тетри-Хеви (груз. თეთრი ხევი) — в переводе с грузинского означает «Белое ущелье» или «Белый овраг». Это название реки (сухого ущелья), у которого была построена гидроэлектростанция[8].
- ГЭС — аббревиатура от «гидроэлектростанция».

Несмотря на схожесть названий, посёлок Тетрихевгэс следует отличать от соседнего посёлка Тетрихеви. Источники советского и постсоветского периодов часто упоминают их как отдельные административные единицы. Различие между ними наглядно иллюстрирует инцидент, описанный в 2001 году газетой «Свободная Грузия»: ремонтная бригада по ошибке проложила телефонный кабель, предназначенный для жителей Тетрихевгэс, в соседний посёлок Тетрихеви.

## Географическое положение
Посёлок расположен на восточной окраине Тбилиси, в Самгорском районе. Он находится севернее посёлка Орхеви и восточнее посёлка Тетрихеви, на Самгорской равнине.

## Административный статус
В настоящее время посёлок Тетрихевгэс административно входит в состав Самгорского района города Тбилиси. Согласно постановлению муниципалитета от 9 декабря 2014 года, Тетрихевгэс, вместе с соседними посёлками Орхеви и Аэропорт, а также прилегающими территориями, образует единый административный убан (микрорайон) № 19 под названием «Орхеви, Аэропорт».
На протяжении советского периода посёлок также был частью Тбилиси и входил в состав различных районов. В избирательных списках он последовательно упоминался в составе Гареубанского (1954 год), а позднее — Заводского района (1979, 1989 годы).

### Геологические риски
Территория посёлка прилегает к ущелью реки Тетрихеви. Согласно отчёту Национального агентства окружающей среды Грузии за 2019 год, река Тетрихеви относится к водотокам со средним риском формирования селевых потоков (груз. ღვარცოფი). В качестве превентивных мер для защиты инфраструктуры рекомендованы периодическая очистка и углубление русла, а также ведение постоянного мониторинга состояния ущелья.

## История

### Советский период
Строительство Самгорской оросительной системы, имевшей большое народно-хозяйственное значение, началось после Великой Отечественной войны. Посёлок для работников Тетрихевской ГЭС был заложен в 1950 году силами треста «Грузгидрострой» под руководством лауреата Сталинской премии Г. Маевского. На ранее пустынном участке были возведены сборные и постоянные трёхквартирные дома. В 1952 году исполком Тбилисского городского Совета официально выделил земельные участки под новый посёлок.
Посёлок быстро благоустраивался и превратился в «зелёный оазис» посреди степи. В статье 1957 года журналист Гиорги Шатберашвили описывал ухоженные дворы с садами и виноградниками, принадлежавшие первым жителям. Среди них упоминается семья Иосеба Гурамишвили и его жены Тамар, работавшей главным экономистом в управлении Верхне-Самгорской оросительной системы. Они поселились здесь в 1951 году в ещё недостроенном доме. В статье для контраста упоминается фотография из журнала «Огонёк», запечатлевшая тот же двор на начальном этапе строительства. Согласно профильным источникам, посёлок изначально создавался как «постоянное поселение обслуживающего персонала» при станции.

### Постсоветский период
В 1990-е годы, в период экономических реформ, Тетрихевская ГЭС была приватизирована, что напрямую затронуло жителей посёлка. В марте 1995 года станция, которая на тот момент не работала, была продана трудовому коллективу в форме прямой продажи. В её реабилитацию было вложено 348 тысяч лари, что позволило возобновить работу. После восстановления на станции было трудоустроено 23 человека, а средняя зарплата в 1997 году составляла 206 лари. Выработка электроэнергии выросла с 3,7 млн кВт·ч в 1995 году до 26 млн кВт·ч в 1997 году.
В тот же период в посёлке располагались и другие предприятия. Так, в 1996 году по адресу «Тбилиси, Тетрихеви, посёлок ГЭС» было зарегистрировано акционерное общество «Верци» — фабрика по первичной обработке шерсти.
В начале 2000-х годов жители столкнулись с бытовыми проблемами, характерными для того периода. В 2001 году в посёлке на пять месяцев пропала телефонная связь из-за кражи 600 метров кабеля. В статье, посвящённой этому инциденту, отмечалось, что большинство жителей — «люди пожилые, есть многодетные семьи», а отсутствие связи создавало риски, в том числе для оперативной работы самой ГЭС.
Застройка посёлка представлена исключительно частными домовладениями с приусадебными участками и промышленными объектами, многоквартирные дома отсутствуют.

## Инфраструктура и экономика

### Транспорт
В 2016 году по инициативе мажоритарного депутата Сакребуло (городского совета) был открыт новый маршрут № 107 маршрутного такси. Он соединял Тетрихевгэс (в маршруте указан как «Тетрихеви») с ключевыми транспортными узлами района, включая станции метро «Исани» и «Самгори», проходя по Кахетинскому шоссе.
Однако на сегодня единственным для посёлка транспортным маршрутом остаётся автобусный маршрут 356, идущий от Тетрихевгэс, проходящий Тетрихеви по улице Чантладзе, проходящий через главные дороги посёлка Орхеви, и до станции метро Исани. В 2019 году на этот маршрут (тогда он носил номер 56) были запущены новые комфортабельные автобусы ISUZU, оснащённые кондиционерами и адаптированные для людей с ограниченными возможностями.

### Энергетика
Жизнедеятельность посёлка исторически и неразрывно связана с Тетрихевской гидроэлектростанцией. Станция является частью Самгорского каскада ГЭС и была полностью автоматизирована с момента проектирования, что предполагало особый режим работы персонала, включая «дежурство одного человека на дому». В 2000 году выработка электроэнергии станцией составила 13,4 млн кВт·ч.

### Предприятия
Посёлок является юридическим адресом для ряда коммерческих организаций. По состоянию на 2024 год, по адресу «пос. Тетрихеви ГЭС, № 5» было зарегистрировано ООО «Эм Пи Джи Констракшен».